# Ducato di Limburgo (1839)
Il Ducato di Limburgo (in olandese Hertogdom Limburg) fu uno stato esistito dal 1839 al 1866. Esso fu creato dalla divisione della provincia di Limburgo secondo gli accordi del Trattato dei XXIV articoli come stato in unione personale al re dei Paesi Bassi e membro della Confederazione germanica. Il nome riprende quello del Ducato di Limburgo nato in epoca medievale.

## Storia

### Antefatti
Il Congresso di Vienna aveva stabilito la creazione del Granducato del Lussemburgo in unione personale al re dei Paesi Bassi. Il Regno Unito dei Paesi Bassi comprendeva i moderni Paesi Bassi e Belgio. Con la vittoria belga durante la rivoluzione del 1830-31, in Lussemburgo ci furono rivolte anti-olandesi motivate dall'alta tassazione imposta dal sovrano, divenne oggetto di contesa fra i Paesi Bassi e la Prussia da un lato, che non volevano perdere il controllo della fortezza di Lussemburgo, difesa dalle truppe prussiane, e il Belgio, che ne rivendicava la sovranità. Nella provincia di Limburgo le rivolte furono motivate dalla vicinanza cattolica ai belgi, e solo nella città-fortezza di Maastricht le truppe del re riuscirono a resistere.
Col Trattato dei XVIII articoli ai Paesi Bassi venivano riconosciuti il Limburgo orientale e parte del Lussemburgo, mentre il Limburgo occidentale veniva ceduto al Belgio, ma questo non venne accettato dai Paesi Bassi che volevano mantenere l'intero territorio sotto la propria sovranità.

### Nascita del ducato
Nel 1839 venne accettato dai Paesi Bassi il Trattato dei XXIV articoli, con cui riconosceva l'indipendenza del Belgio e manteneva il controllo sulle parti orientali di Lussemburgo e Limburgo. Siccome il Lussemburgo era un membro della Confederazione germanica, la perdita della parte occidentale, costituita come provincia del Lussemburgo belga, significò per la confederazione la perdita di circa 150 000 abitanti. La Dieta Confederale decretò che i Paesi Bassi avrebbero dovuto ricompensare l'unione con altri territori, e dunque venne creato il Ducato di Limburgo, comprendente la provincia di Limburgo meno le due città maggiori, Maastricht e Venlo, in modo da non eccedere i 150 000 abitanti.

### Scioglimento della Confederazione e fine del ducato
A seguito della guerra delle sette settimane fra impero austriaco e regno di Prussia e del trattato di Praga la Confederazione germanica viene sciolta e con essa gli obblighi di Lussemburgo e Limburgo. Con il Trattato di Londra viene riaffermata la posizione di sovranità e indipendenza del Granducato di Lussemburgo, mentre il Limburgo viene definito "parte integrante del Regno dei Paesi Bassi".
Il nome "Ducato di Limburgo" venne usato fino agli inizi del XX secolo. Il commissario del re nel Limburgo viene ancora definito in modo informale "governatore".

## Duchi di Limburgo
- 1839–1840: Guglielmo I (anche Re dei Paesi Bassi e Granduca del Lussemburgo)
- 1840–1849: Guglielmo II (anche Re dei Paesi Bassi e Granduca del Lussemburgo)
- 1849–1866: Guglielmo III (anche Re dei Paesi Bassi e Granduca del Lussemburgo)